# مارگارت جانستون
مارگارت جانستون (انگلیسی: Margaret Johnston؛ ۱۰ اوت ۱۹۱۴ – ۱۹ ژوئن ۲۰۰۲) یک هنرپیشه اهل استرالیا - انگلستان بود.
وی بازیگر فیلم‌هایی همچون جعبه جادویی و نخست‌وزیر بوده است، وی در سال ۱۹۵۵ نامزد جایزه بفتای بهترین بازیگر نقش اول زن شده بود.